# Ctenitis eriocaulis
Ctenitis eriocaulis là một loài thực vật có mạch trong họ Dryopteridaceae. Loài này được Alston miêu tả khoa học đầu tiên năm 1960.